# Twin Towers (NBA)
Twin Towers is een term die gebruikt wordt binnen de National Basketball Association. De term wordt gebruikt wanneer er in een team twee lange en in het spel dominante spelers spelen. De met de term aangeduide spelers hebben een lengte van ongeveer twee meter en tien centimeter. Vaak bezetten deze spelers de posities center (C) of power-forward (PF).

## Geschiedenis
Het eerste 'Twin Tower' duo werd in 1963 gevormd door de San Francisco Warriors toen zij tijdens de NBA Draft Nate Thurmond toevoegde aan het team. Samen met Wilt Chamberlain vormde Thurmond een 'Twin Tower' duo tot 1965 toen Chamberlain bij de Warriors vertrok. Vervolgens waren het in 1965 de New York Knicks die met Willis Reed en Walt Bellamy opnieuw en 'Twin Tower' duo vormde. Met het duo waren de Knicks echter weinig succesvol en Bellamy werd in 1969 geruild voor 1,98 lange Amerikaan Dave DeBusschere. Later in de jaren zeventig speelde bij de Seattle SuperSonics Jack Sikma en Marvin Webster. Tussen 1997 en 1987 vormden ook zij een 'Twin Tower'-duo.
In 1980 vormde Kevin McHale en Robert Parish eenzelfde duo bij de Boston Celtics. De Celtics wonnen samen met McHale en Parish drie maal de titel in de NBA. De Houston Rockets vormde in 1984 een 'Twin Tower' duo door Hakeem Olajuwon uit de NBA Draft te kiezen. Samen met Ralph Sampson vormde Olajuwon het nieuwe 'Twin Tower' en haalde de Rockets in 1986 de finale van de NBA Playoffs. Hierin verloren ze echter van de Boston Celtics. Het duo werd twee jaar later gescheiden toen Sampson geruild werd aan de Golden State Warriors. Ook in de jaren tachtig vormde de New York Knicks een 'Twin Tower' duo met Patrick Ewing en Bill Cartwright. Dit duo leverde de Knicks echter weinig succes op en in 1988 werd Cartwright geruild voor Charles Oakley. Samen met Oakley vormde Ewing voor tien jaar een 'Twin Tower' duo bij de Knicks en behaalde de ploeg uit New York de finale van de NBA Playoffs.
Tim Duncan vormde in 1997 samen met David Robinson een nieuw 'Twin Tower' duo bij de San Antonio Spurs. In 1999 wonnen de Spurs de finale van de NBA Playoffs. Toen Robinson in 2003 stopte met basketballen kwam er ook een einde aan deze 'Twin Towers'. Het waren vervolgens de Lakers uit Los Angeles die voor het eerst weer een 'Twin Tower' duo introduceerde. Pau Gasol vormde van 2008 tot 2012 een 'Twin Tower' duo met Andrew Bynum. Toen Bynum in 2012 werd geruild voor Dwight Howard vormde Gasol een nieuw 'Twin Tower' duo met Howard. Ook de broer van Pau Gasol, Marc Gasol, is onderdeel van een 'Twin Tower' duo. Hij is dat samen met Zach Randolph bij de Memphis Grizzlies.

## Twin Towers
Door de geschiedenis van de NBA heen zijn er verschillende duo's geweest die als 'Twin Towers' werden aangeduid. Onderstaand enkele voorbeelden van Twin Towers in de National Basketball Association.
| Team                   | Speler 1      | Speler 1 | Speler 1 | Speler 2         | Speler 2 | Speler 2 | Tijd         |
| Team                   | Naam          | Lengte   | Positie  | Naam             | Lengte   | Positie  | Tijd         |
| ---------------------- | ------------- | -------- | -------- | ---------------- | -------- | -------- | ------------ |
| San Francisco Warriors | Nate Thurmond | 2,11     | PF/C     | Wilt Chamberlain | 2,16     | C        | 1963 - 1965  |
| New York Knicks        | Willis Reed   | 2,06     | PF/C     | Walt Bellamy     | 2,11     | C        | 1965 - 1969  |
| Seattle SuperSonics    | Jack Sikma    | 2,11     | PF/C     | Marvin Webster   | 2,16     | C        | 1977 - 1978  |
| Boston Celtics         | Kevin McHale  | 2,08     | PF/C     | Robert Parish    | 2,13     | C        | 1980 - 1993  |
| Houston Rockets        | Ralph Sampson | 2,24     | PF/C     | Hakeem Olajuwon  | 2,13     | C        | 1984 - 1988  |
| New York Knicks        | Patrick Ewing | 2,13     | C        | Bill Cartwright  | 2,16     | C        | 1985 - 1988  |
| New York Knicks        | Patrick Ewing | 2,13     | C        | Charles Oakley   | 2,16     | PF/C     | 1988 - 1998  |
| San Antonio Spurs      | Tim Duncan    | 2,11     | PF/C     | David Robinson   | 2,16     | C        | 1997 - 2003  |
| Los Angeles Lakers     | Pau Gasol     | 2,13     | PF/C     | Andrew Bynum     | 2,13     | C        | 2008 - 2012  |
| Los Angeles Lakers     | Pau Gasol     | 2,13     | PF/C     | Dwight Howard    | 2,11     | C        | 2012 - heden |
| Memphis Grizzlies      | Marc Gasol    | 2,16     | C        | Zach Randolph    | 2,06     | PF       | 2010 - 2017  |